# Manu Carreño
Manuel Bartolomé Carreño Molina (Valladolid, 6 d'agost de 1969) és un presentador espanyol de ràdio i televisió. Des del 24 d'abril de 2006 presenta l'informatiu d'esports de migdia de Cuatro, càrrec en el que ha estat acompanyat per Manolo Lama (entre 2006 i 2016, etapa en què es va conèixer popularment a l'espai com Los Manolos) i Nico Abad (des de 2016). Es el narrador principal dels partits de fútbol que emeten Cuatro i Telecinco.
A més, el 21 d'agost de 2016 també va començar a dirigir El larguero a la Cadena SER, en la que va presentar el seu programa esportiu de referència Carrusel deportivo (entre 2011 i 2014).

## Biografia

### Inicis (1994-2001)
En 1994 va començar a fer el programa La cuenta atrás a Televisión Valladolid - Canal 48, que mostrava la prèvia dels esdeveniments esportius del cap de setmana, per a passar després, en 1997, a la secció d'esports de Canal+, on roman quatre anys i es dedica a retransmetre partits de futbol de Segona Divisió A, al costat de Lobo Carrasco.

### Antena 3 (2001-2003)
En 2001 va ser contractat per Antena 3 per a presentar el concurs El show de los récords, amb Mónica Martínez i Mar Saura, amb el qual obté cert èxit i quotes acceptables d'audiència. El programa es manté fins a 2002, i després de la seva cancel·lació, Carreño condueix durant aquest any en la mateixa cadena els programes d'entreteniment Los vigilantes de la tele i El Gran Test, al costat Paula Vázquez.
Al setembre també de 2002, passa a presentar l'informatiu Antena 3 Noticias en la seva edició de migdia, acompanyant a la veterana Olga Viza.

### Onda Cero (2003-2004)
Al setembre de 2003 decideix abandonar la televisió per la ràdio, ja que els directius d'Onda Cero li ofereixen cobrir el buit que en la informació esportiva ha provocat la marxa de José María García. Neix així Al primer toque, espai emès diàriament de 12 a 1,30 de la matinada. En acabar la temporada, al juliol de 2004, i segons la segona onada de l'any del Estudi General de Mitjans el seu espai havia aconseguit els 248.000 oïdors, molt lluny dels 1.646.000 d' El larguero de José Ramón de la Morena (Cadena SER) i els 489.000 d' El Tirachinas de José Antonio Abellán (COPE), els altres espais d'esports de les restants cadenes.

### Canal+ (2004-2005)
És en aquest moment quan Carreño torna a televisió i de nou s'incorpora a Canal+, presentant al costat d'Ana García Siñeriz un programa d'entrevistes Lo + plus. Roman en el programa fins a la seva cancel·lació en 2005 amb el començament de les emissions de Cuatro, la nova cadena de televisió propietat del Grupo PRISA.

### Cuatro (2005-2011), fusió amb Mediaset (2011-actualitat)
Des del naixement de la cadena el 7 de novembre de 2005, Carreño és director de la secció d'Esports de Noticias Cuatro, serveis informatius del llavors canal de Sogecable. Des del 24 d'abril de 2006, presenta al costat de Manolo Lama, l'informatiu d'esports de les 15:00h de la cadena, conegut popularment com Los Manolos, en al·lusió al nom comú de tots dos presentadors.
Després de la fusió de Quatre amb Telecinco el gener de 2011, Carreño continua com a presentador de Deportes Cuatro, però comença a treballar en la resta de canals del grup Mediaset España, com Telecinco, narrant la UEFA Europa League i partits de la selecció espanyola o grans esdeveniments com l'Eurocopa 2012, Copa del Món 2014 o Eurocopa 2016.
Des d'abril de 2013 fins al final de la temporada 2014/15, va narrar a Cuatro al costat de Kiko Narváez i Lobo Carrasco, el partit en obert de cada jornada del Campionat Nacional de Lliga de Primera Divisió. En 2014 va conduir l'espai d'anàlisi de la Lliga Partido a partido. Des de 2015, és el narrador dels partits amistosos de la selecció nacional, de la Supercopa d'Espanya i de la final de Copa del Rei, després de fer-se Mediaset amb els drets entre 2015 i 2018.

### Cadena SER (2011-2014, 2016-)
Carrusel deportivo
El 31 de maig de 2011 fou presentat com a nuou director de Carrusel deportivo, convertint-se així en el vuitè director del programa. Va debutar el 14 d'agost de 2011 amb el partit de la Supercopa d'Espanya entre Reial Madrid i FC Barcelona, i es va mantenir tres temporades en antena fins a juliol de 2014.
El larguero
Després del seu pas com a contertulià i comentarista dels programes d'esports de la Cadena COPE entre febrer de 2015 a maig de 2016, e el 7 de juny de 2016, es va anunciar la seva tornada a la Cadena SER, on dirigeix des del 21 d'agost de 2016, el programa esportiu nocturn de l'emissora,, El larguero, en substitució de José Ramón de la Morena.

## Premis
El 2011, va ser guardonat amb el Micròfon d'Or en la categoria de televisió que atorga la Federació d'Associacions de Ràdio i Televisió en Ponferrada.